# Коммунистическая молодёжь Чили
Коммунистическая молодёжь Чили (исп. Juventudes Comunistas de Chile, La Jota, аббревиатура JJ.CC.) — молодёжное крыло Коммунистической партии Чили.

## История

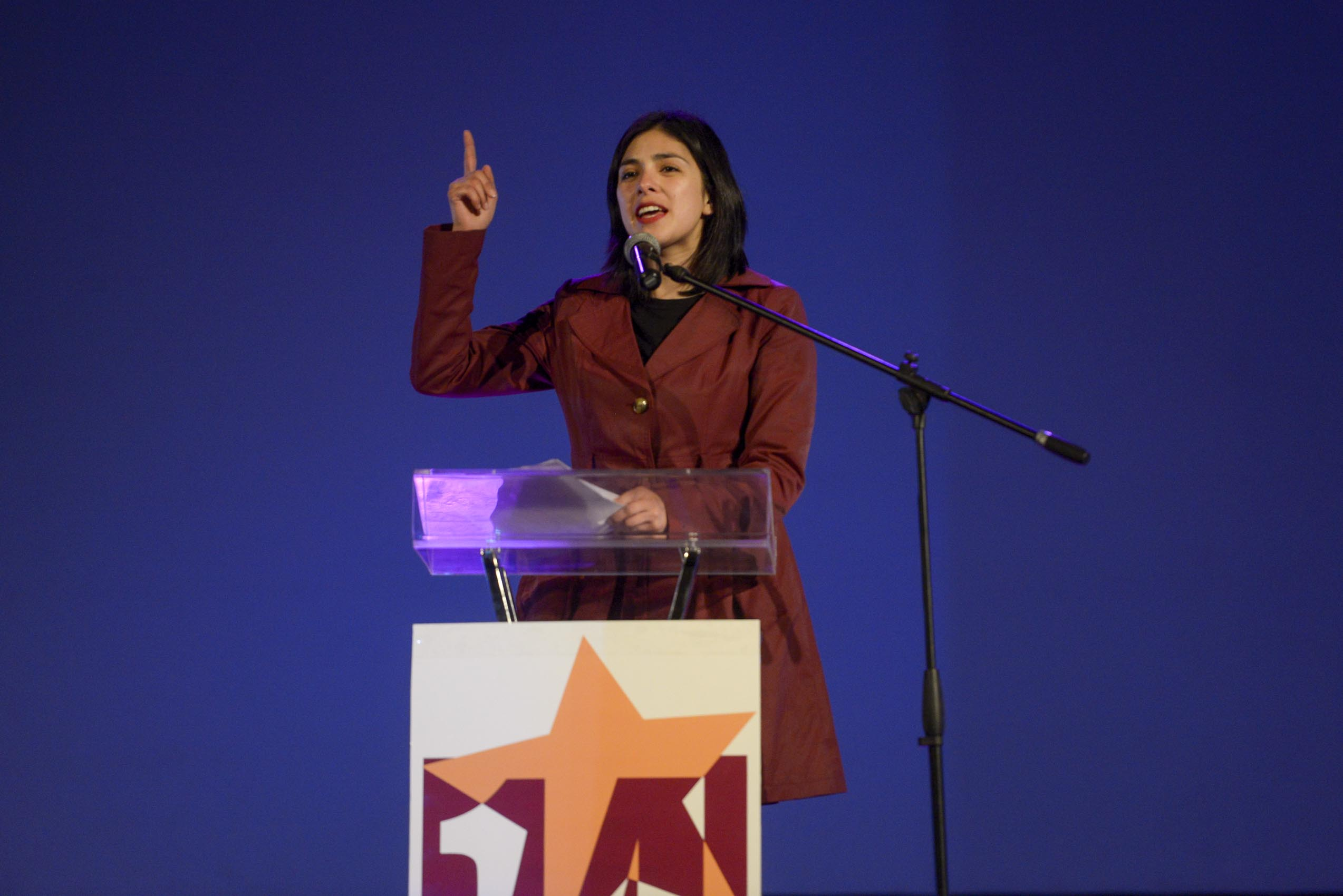
Кароль Кариола, генеральный секретарь КМЧ с 2011 года

Организация была основана в 1932 году. Членами её являются молодые люди в возрасте от 14 до 28 лет.
На протяжении всей своей истории организация играет важную роль в мобилизации чилийской молодёжи и в студенческом движении. Так, её активисты и активистки (например, Камила Вальехо, Карол Кариола) проявили себя во время массовых студенческих протестов за реформу системы образования в 2011 году. Представители КМЧ Марисоль Прадо (1997—1998) и Камила Вальехо (2010—2011) были первыми женщинами-президентами Студенческой федерации университетов Чили (FECh).
Наиболее известные и выдающиеся прошлые члены организации: Луис Корвалан, Виктор Хара, Пабло Неруда, Серхио Ортега, Володя Тейтельбойм, Гладис Марин. Рамона Парра и др.